# Picot garser beccurt
El picot garser beccurt (Dryobates pubescens) és una espècie d'ocell de la família dels pícids (Picidae) i el més petit dels picots nord-americans.

## Descripció

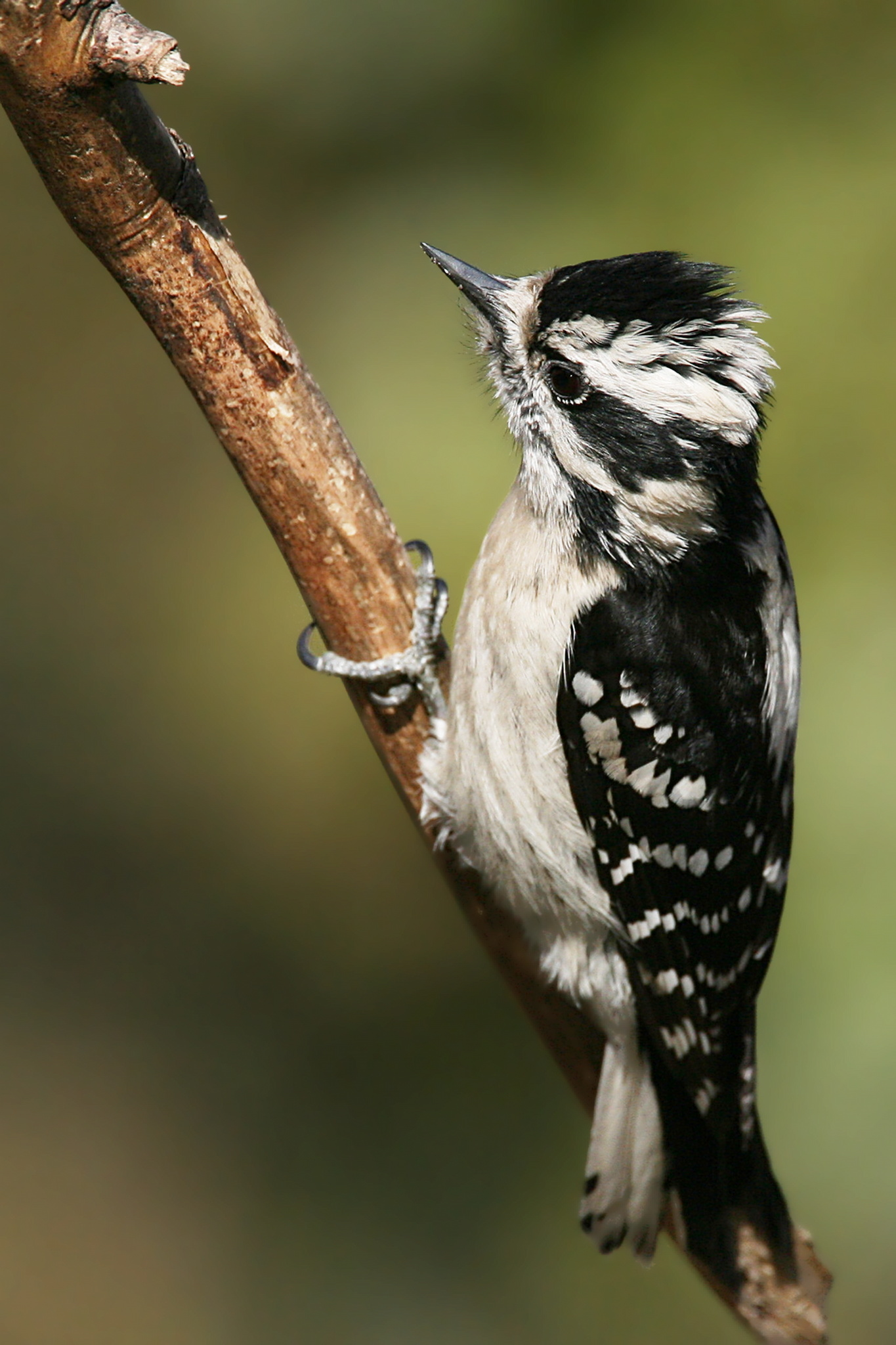
Femella sense taca vermella al darrere del capell

- Petit picot que fa 14 - 18 cm de llarg, amb un pes de 20-33 g.[1]
- Adult principalment negre a les parts superiors i les ales, amb una banda blanca longitudinal al centre de l'esquena. Taques blanques a les ales. Gola i parts inferiors blanques. Capell i línia ocular negre. Cella i banda subocular blanca. Cua negra amb plomes externes a ratlles blanques i negres.
- Els mascles adults tenen un pegat vermell a la part posterior del capell.[2]
- Joves amb capell vermell.

## Hàbitat i distribució
Habita boscos decidus i mixts i parcs a les ciutats de l'oest i centre d'Alaska, sud de Yukon, nord d'Alberta i cap a l'est, a través del centre del Canadà fins a Terranova i, més cap al sud, al sud de Califòrnia, centre d'Arizona, sud de Nou Mèxic, centre de Texas, costa nord-americana del Golf de Mèxic i sud de Florida.

## Subespècies
S'han descrit 7 subespècies:
- P. p. fumidus (Maynard, 1889). Sud-oest del Canadà i nord-oest dels Estats Units.
- P. p. gairdnerii (Audubon, 1839). Des de l'oest d'Oregon fins al nord-oest de Califòrnia.
- P. p. glacialis (Grinnell, 1910). Sud-est d'Alaska.
- P. p. leucurus (Hartlaub, 1852). A la llarga de les muntanyes Rocoses.
- P. p. medianus (Swainson, 1832). Des del centre d'Alaska fins a l'est del Canadà i centre dels Estats Units.
- P. p. pubescens (Linnaeus, 1766). Sud-est dels Estats Units.
- P. p. turati (Malherbe, 1860). Oest dels Estats Units, des del centre de Washington fins al centre de Califòrnia.